# Judas Iscariot (formație)
Judas Iscariot a fost o formației americană de black metal, proiect solo înființat în 1992 de muzicianului Akhenaton (numele real Andrew Harris).
Odată cu lansarea Heaven in Flames (1999), Duane Timlin (alias Cryptic Winter) a devenit bateristul formației. În 1999 și 2000, Akhenaton a susținut două concerte live cu un line-up alcătuit din membri Nargaroth⁠(d), Krieg⁠(d), Absu⁠(d) și Maniac Butcher.
După ce s-a mutat în Germania, Akhenaton a anunțat desființarea proiectului Judas Iscariot pe 25 august 2002.

## Istorie
Potrivit lui Akhenaton, povestea formației Judas Iscariot reprezenta o documentare a conflictului cu limitele moralității creștine. Mai mult, acesta a susținut că disprețuiește capitalismul, considerându-l legat de materialism. Akhenaton a declarat că muzica sa are menirea să le ofere altor oameni puterea de a trăi într-un lume compromisă de materialism și de ideologia religioasă irațională.
Unele versuri de pe primele albume ale formației sunt preluate atât din lucrările poetului englez William Blake, cât și din cele ale poetul englez Percy Bysshe Shelly.
Akhenaton a negat în repetate rânduri că nu are legături cu mișcarea black metalului național socialist. Într-un interviu, acesta a declarat că „Judas Iscariot nu este o formație nazistă. Nici eu nu sunt nazist [...] Dacă alte formație cred că trebuie să includă politica în muzica lor, este treaba lor, dar asta nu are nimic de-a face cu formația mea.”

## Membrii formației
- Akhenaton (Andrew Harris) – voce, chitară, bas și baterie
- Cryptic Winter (Duane Timlin) – baterie (1999–2001)
- Kanwulf (René Wagner) – chitară live
- Lord Imperial (Neill Jameson) – bas live (1999–2000)
- Proscriptor (Russley Randel Givens) – baterie live (1999)
- Butcher (numele real necunoscut) – baterie live (2000)

## Discografie

### Albume
- The Cold Earth Slept Below (1996)
- Thy Dying Light (1996)
- Of Great Eternity (1997)
- Distant in Solitary Night (1999)
- Heaven in Flames (2000)
- To Embrace the Corpses Bleeding (2002)
- An Ancient Starry Sky (2018)

### Extended play
- Arise, My Lord (1996)
- Dethroned, Conquered and Forgotten (2000)
- March of the Apocalypse (2002)
- Moonlight Butchery (2002)
- Midnight Frost (To Rest with Eternity) (2003)

### Albume split
- Judas Iscariot/Weltmacht (cu Weltmacht) (1999)
- None Shall Escape the Wrath (cu Krieg, Eternal Majesty și Macabre Omen) (2000)
- To the Coming Age of intolerance (cu Krieg) (2001)

### Compilații
- From Hateful Visions (2000)
- Midnight Frost (To Rest with Eternity) (2002)

### Albume demo
- Heidegger (1992)
- Judas Iscariot (1993)